# Olof Sköldberg
Olof Sköldberg, född 19 januari 1910, död 16 juli 1979, var en svensk sportskytt, som blev olympisk silvermedaljör i hjortskytte såväl i Helsingfors 1952 som i Melbourne 1956.